# Dzortun
Dzortun är ett vattendrag i Armenien.   Det ligger i provinsen Vajots Dzor, i den sydöstra delen av landet, 110 kilometer öster om huvudstaden Jerevan.
Trakten runt Dzortun består i huvudsak av gräsmarker. Runt Dzortun är det ganska glesbefolkat, med 42 invånare per kvadratkilometer.